# کرنانه، گجرات
کرنانه (به انگلیسی: Karnana) یک منطقهٔ مسکونی در پاکستان است که در پنجاب واقع شده‌است. کرنانه ۲۳۳ متر بالاتر از سطح دریا واقع شده‌است.